# Collegio uninominale Lombardia - 07 (2017)
Il collegio elettorale uninominale Lombardia - 07 è stato un collegio elettorale uninominale della Repubblica Italiana per l'elezione del Senato tra il 2017 ed il 2022.

## Territorio
Come previsto dalla legge elettorale italiana del 2017, il collegio era stato definito tramite decreto legislativo all'interno della circoscrizione Lombardia.
Era formato dal territorio di 26 comuni: Arese, Baranzate, Barlassina, Bollate, Bresso, Ceriano Laghetto, Cesate, Cinisello Balsamo, Cogliate, Cormano, Cusano Milanino, Garbagnate Milanese, Lainate, Lazzate, Lentate sul Seveso, Limbiate, Meda, Misinto, Muggiò, Nova Milanese, Novate Milanese, Paderno Dugnano, Senago, Sesto San Giovanni, Solaro, Varedo.
Il collegio era parte del collegio plurinominale Lombardia - 05.

## Eletti
| Elezione | Elezione | Senatore     | Partito      |
| -------- | -------- | ------------ | ------------ |
|          | 2018     | Paolo Romani | Forza Italia |

## Dati elettorali

### XVIII legislatura
Come previsto dalla legge elettorale, 116 senatori erano eletti con sistema a maggioranza relativa in altrettanti collegi uninominali a turno unico.
| Candidati              | Candidati              | Voti    | %     | Liste                           | Voti    | %     |
| ---------------------- | ---------------------- | ------- | ----- | ------------------------------- | ------- | ----- |
|                        | Paolo Romani ✔️ Eletto | 134 597 | 41,13 | Lega                            | 76 540  | 23,39 |
| Forza Italia           | Paolo Romani ✔️ Eletto | 134 597 | 41,13 | 43 893                          | 13,41   |       |
| Fratelli d'Italia      | Paolo Romani ✔️ Eletto | 134 597 | 41,13 | 11 192                          | 3,42    |       |
| Noi con l'Italia - UDC | Paolo Romani ✔️ Eletto | 134 597 | 41,13 | 2 972                           | 0,91    |       |
|                        | Bruno Marton           | 87 551  | 26,76 | Movimento 5 Stelle              | 87 551  | 26,76 |
|                        | Diana De Marchi        | 85 082  | 26,00 | Partito Democratico             | 73 546  | 22,48 |
| +Europa                | Diana De Marchi        | 85 082  | 26,00 | 8 830                           | 2,70    |       |
| Italia Europa Insieme  | Diana De Marchi        | 85 082  | 26,00 | 1 628                           | 0,50    |       |
| Civica Popolare        | Diana De Marchi        | 85 082  | 26,00 | 1 078                           | 0,33    |       |
|                        | Felice Cagliani        | 10 708  | 3,27  | Liberi e Uguali                 | 10 708  | 3,27  |
|                        | Sonia Coloru           | 2 706   | 0,83  | Potere al Popolo!               | 2 706   | 0,83  |
|                        | Antonella Barca        | 2 362   | 0,72  | CasaPound                       | 2 362   | 0,72  |
|                        | Silvana Cerra          | 1 694   | 0,52  | Italia agli Italiani            | 1 694   | 0,52  |
|                        | Vittoria Barra         | 1 483   | 0,45  | Il Popolo della Famiglia        | 1 483   | 0,45  |
|                        | Filippo Piacere        | 748     | 0,23  | Per una Sinistra Rivoluzionaria | 748     | 0,23  |
|                        | Riccardo Protetti      | 298     | 0,09  | PRI - ALA                       | 298     | 0,09  |
| Totale                 | Totale                 | 327 229 | 100   |                                 | 327 229 | 100   |
|                        |                        |         |       |                                 |         |       |
| Voti non validi        | Voti non validi        | 8 670   | 2,58  |                                 |         |       |
| Votanti                | Votanti                | 335 899 | 76,47 |                                 |         |       |
| Elettori               | Elettori               | 439 231 |       |                                 |         |       |